# Darnell Savage
Darnell Henry Savage Jr. (Newark, Delaware, 30 de julio de 1997) más conocido como Darnell Savage, es un jugador profesional estadounidense de fútbol americano que se desempeña en la posición de safety en Green Bay Packers, equipo de la National Football League (NFL).

## Carrera
Fue seleccionado en la primera ronda en la Reunión Anual de Selección de Jugadores de la NFL de 2019. Hizo su debut profesional con el equipo Green Bay Packers, donde lleva jugando cinco temporadas.